# 追奏のオーグメント
『追奏のオーグメント』（ついそうのオーグメント）は、2012年9月14日に地雷ソフトより発売されたアダルトゲーム。
萌えゲーアワード2013にてニューブランド賞・金賞を受賞した。
2013年4月19日にはファンディスク『終奏のオーグメント 』が発売されたほか、2015年5月15日には本作とファンディスクのセットである『そうめん定食 AUGMENT COMPLETE 』が発売された。

## ゲームシステム
本作は死神の力によって過去に戻った主人公が青春時代をやり直す様子を描いた作品である。
本作は「自殺」が重要な要素となっているが、主人公が再び自殺することでやり直すことができるという設定であり、ヒロインたちやキーパーソンである死神・オーグメントとのやり取りなどはコミカルな描写となっている。

## あらすじ

### 追奏のオーグメント
主人公・河嶋 秀弥は、青春時代に戻ることを望みながら自殺する際、「自分がその願いを叶える」という声を聴く。
気が付くと、秀弥は青年の姿に戻っており、うれしさと戸惑いを感じながら自室へと戻るも、化け物に遭遇した。
オーグメントという名前の死神だというその化け物は、幸せの果てに死んだ人間の魂を刈り取るために秀弥の時間を戻したと告げた。

### 終奏のオーグメント
蓉子（専用ルート）
蓉子と秀弥は互いに愛し合っていたものの、姉弟という一線を越えることは一度もなかった。
だが、ある日、秀弥は蓉子に性的な快感を与えてしまう。
その結果、二人の関係は大きく変化してしまう。
美波（専用ルート）
秀弥は、菜実の誕生日会にて、酔っぱらった美波と性的なことをしてしまった。
菜実は「酒を飲んだ後は大体のことを覚えていないだろう」と話すものの、秀弥は不安な気持ちでホームルームを迎えていた。
一方、美波は前日の痴態のことをはっきりと覚えており、罪悪感にさいなまされながら、教室へと向かった。
紗月（アフターストーリー）
秀弥はある日、紗月の兄・友明から「ゼミの短期合宿で不在になるので妹と一緒にバイトを手伝ってほしい」と頼まれる。
秀弥は不本意ながらも引き受け、その有能ぶりから周囲にほめそやされる。
詩帆（アフターストーリー）
公認のバカップルとなった秀弥と詩帆。だが、秀弥のある一言が原因で、2人の関係は危機を迎えた。
菜実（アフターストーリー）
晴れて恋人同士となった秀弥と菜実。だが、菜実の姉・美波が妹を愛するあまり暴走してしまうという課題が残っており、秀弥と菜実が我慢したところで解決するものではなく、かといって有効な手立てもなかった。悩む二人を見ていたオーグメントはある提案をする。
慶太（専用ルート）
現実に打ちのめされた慶太は、差出人不明の一通の手紙を受け取る。
その手紙の文面は彼を優しく励ましてくれるものであり、慶太は希望を感じた。
推測の末、慶太は自分のことを知る3人の女性のうちの誰かが差出人であるという結論に達した。

## 登場人物
河嶋 秀弥（かわしま ひでや）
本作の主人公。冒頭では身体が不自由な80歳超の老人として登場し、青春時代に戻ることを願いながらも世をはかなんで自殺する。願いを聞き入れた死神のオーグメントによって時間移動能力を与えられるものの、自らの喉を刺さないと発動しないため困っている。
若返った後は、守村学園の2年B組の生徒として学園生活を送っている。
梅川 詩帆（うめかわ しほ）
声 - 計名さや香
河嶋姉弟の幼馴染で、学校では秀弥と同じクラスに在籍している。秀弥とは幼少時から仲が良かったものの、近年は疎遠になりつつある。
愛する者の為なら犠牲をいとわぬ男性を理想としている。
陣 紗月（じん さつき）
声 - 上田朱音
詩帆の友人で、学校では秀弥らの隣のクラスに在籍している。明るく元気な性格だが、強気で気難しいところもあり、秀弥とたびたび衝突する。
友明の妹ではあるものの、人前でそのことを隠そうとしては隠しきれずにいる。
裾野辺 菜実（すそのべ なみ）
声 - あじ秋刀魚
守村学園の1年生。猟奇的な言葉を口にすることが多いものの、気配り上手でもある。動物好きで、料理も好きであり、近年では作物の栽培も考えている。
死神・オーグメント（AUGMENT）
声 - 奥山歩
秀弥の願いを聞き入れ、若返らせた死神。辛うじて人型をとどめた異形の姿にそぐわぬかわいらしい声をしている。
幸せな人生の末に死を迎えた者の魂を刈り取るを最終目的としており、秀弥にいろいろと協力をしている。
河嶋 蓉子（かわしま ようこ）
声 - ヒマリ
秀弥の姉。
小林 慶太（おばやし けいた）
声 - 吉野一平
秀弥の同級生。年上が好みであり、美波のことを気に入っている。
陣 友明（じん ともあき）
声 - 山口孝史
紗月の兄。フレンドリーな性格だが、大げさな言動をとってしまうため、友人が少ない。
裾野辺 美波（すそのべ みなみ）
声 - 加乃みるく
菜実の姉。守村学園に英語教師として勤務しており、 秀弥らのクラスを受け持っている。
学園では冷たい雰囲気と丁寧な指導方法で評判だが、実際はシスコンであり、教え子である秀弥のことは妹に近づく悪い虫と見ている。

## 反響

### 評価
本作は、萌えゲーアワード2013にてニューブランド賞・金賞を受賞した。
選考委員の一人である『PCpress』の編集長・津田清和は、「ブランド名同様、本作の思い切った作風が印象に残っており、ファンディスクである『終奏のオーグメント』のストーリーもこだわりを感じるものとなっている」と、選考理由を述べた。